# Гордон, Джон (полковник)
Джон Гордон (англ. John Gordon; ум. 1648) — австрийский военный деятель.

## Биография
По происхождению шотландец и протестант (кальвинист). Сделал карьеру в армии герцога фон Валленштейна, от простого солдата до полковника. Во время Тридцатилетней войны участвовал в северогерманских походах, за что в апреле 1632 года получил звание старшего лейтенанта. Позднее был назначен полковником и комендантом замка Эгер. Несмотря на личное покровительство Валленштейна, принял активное участие в заговоре и убийстве герцога.
В качестве награды получил часть имений Валленштайна (имения Снидары и Скршиваны) и награду общей стоимостью 120 000 гульденов.